# 藍點裸頂鯛
藍點裸頂鯛，俗名白格、白嘉臘、藍點白鱲，为龍占魚科裸頂鯛屬下的一个种。

## 分布
本魚分布於印度西太平洋區，包括安達曼海、日本南部、台灣、中國南海、泰國普吉島、越南等海域。

## 深度
主要生活在水深20到50公尺的水域中。

## 特徵
本魚體呈身體稍長，眼大，眶前區之長度約略等於眼径，口小，胸鰭較短，向後約略到肛門上方，未達臀鰭硬棘之起點。吻及頰部有許多藍色斑點，甚至延伸至鰓蓋。魚鰭為黃色或紅色，尾鰭有時是暗棕色。側線鱗片數48至49枚。背鰭硬棘10枚、軟條10枚；臀鰭硬棘3枚、軟條10枚。體長可達40公分。

## 生態
棲息在具有沙石混合珊瑚礁區及岩礁區或水質清澈的砂底質潟湖，常獨游，以無脊椎動物為食。

## 經濟利用
肉質鮮美的食用魚，適合作生魚片或清蒸。